# Neptunita
La neptunita es un mineral de la clase de los filosilicatos, y dentro de esta pertenece al llamado “grupo de la neptunita”. Fue descubierta en 1893 cerca de la localidad de Narsarsuaq, en la región de Kitaa en Groenlandia (Dinamarca), siendo nombrada así por el dios del mar romano neptuno, por su asociación con el mineral de egirina nombrado por el dios escandinavo del mar. Sinónimos p

## Características químicas
Según la clasificación de Strunz es un filosilicato, con transición entre la estructura de filosilicato y la de inosilicato, mientras que en otras clasificaciones como la de Dana es considerado un inosilicato en estructura tubular formando jaulas, al igual que el resto de minerales del mismo grupo de la neptinita. Sea considerado de una u otra forma, siempre lleva como cationes en su fórmula: potasio, sodio, litio, hierro y titanio.
Es isoestructural con la manganoneptunita (KNa2Li(Mn2+)2Ti2Si8O24), con la que forma una serie de solución sólida, en la que la sustitución gradual del hierro por manganeso va dando los distintos minerales de la serie.
Además de los elementos de su fórmula, suele llevar como impurezas algo de manganeso y calcio.

## Formación y yacimientos
Aparece en vetas de natrolita, cortando una inclusión de esquisto con glaucofana en una masa de rocas serpentinitas.
Suele encontrarse asociado a otros minerales como: eudialita, arfvedsonita, egirina, natrolita, benitoíta, joaquinita-(Ce), nordita-(La), lomonosovita, sodalita o ussingita.